# Oriolus auratus
L'oriolo africano (Oriolus auratus Vigors, 1817) è un uccello della famiglia degli Oriolidi.

## Distribuzione e habitat
Questa specie stanziale, molto diffusa, nidifica in gran parte dell'Africa sub-sahariana.

## Sistematica
Oriolus auratus ha due sottospecie:
- O. a. auratus Vieillot, 1817
- O. a. notatus W.Peters, 1868